# Floridichthys
Floridichthys är ett släkte av fiskar. Floridichthys ingår i familjen Cyprinodontidae.
Kladogram enligt Catalogue of Life:
| Floridichthys | \| \| Floridichthys carpio \| \| \| \| \| \| Floridichthys polyommus \| \| \| \| |
|               | \| \| Floridichthys carpio \| \| \| \| \| \| Floridichthys polyommus \| \| \| \| |
|               | Aphanius                                                                         |
|               |                                                                                  |
|               | Cualac                                                                           |
|               |                                                                                  |
|               | Cubanichthys                                                                     |
|               |                                                                                  |
|               | Cyprinodon                                                                       |
|               |                                                                                  |
|               | Garmanella                                                                       |
|               |                                                                                  |
|               | Jordanella                                                                       |
|               |                                                                                  |
|               | Megupsilon                                                                       |
|               |                                                                                  |
|               | Orestias                                                                         |
|               |                                                                                  |
|               | Floridichthys carpio                                                             |
|               |                                                                                  |
|               | Floridichthys polyommus                                                          |
|               |                                                                                  |

|  | Floridichthys carpio    |
|  |                         |
|  | Floridichthys polyommus |
|  |                         |